# Стивен Малори
Стивен Расел Малори (енгл. Stephen Russell Mallory; Тринидад, 1812 — Пенсакола, 9. новембар 1873) био је амерички политичар, сенатор Флориде и секретар морнарице Конфедерације.
Иако није био један од лидера у покрету сецесије јужних држава, Малори је стао на страну Југа у борби против Севера. Када је формирана Конфедерација Америчких Држава, именован је за секретара морнарице у администрацији председника Џеферсона Дејвиса. Био је на дужности током постојања Конфедерације. Неке од његових идеја, као што је увођење оклопа у изградњи ратног брода, биле су прилично успешне и поставиле стандард у морнарицама широм света.
Малори је поднео оставку пошто је влада Конфедерације напустила престоницу Ричмонд на крају рата. Након коначног слома Конфедерације, он и неколико његових колега у кабинету су били затворени и оптужени за издају. После више од годину дана у затвору, јавно расположење је омекшало, а одобрена му је условна слобода од стране председника Ендруа Џонсона. Његово здравље је почело нагло да се погоршава после повратка на Флориду. Умро је 9. новембра 1873.